# اتحاد الزرقاء
اتحاد الزرقاء هو نادي أردني لكرة القدم يقع مقره في مدينة الزرقاء، الأردن. نادي كرة القدم يتنافس في الدوري الأردني.يلعب الفريق حاليًا على ملعب الأمير محمد بسعة 17000 متفرج.